# Scheidplatz (metrostation)
Scheidplatz is een metrostation aan de Scheidplatz in de wijk Schwabing-West van de Duitse stad München. Het station werd geopend op 8 mei 1972 en wordt bediend door de lijnen U2, U3 en U8 van de metro van München.
Het station is vernoemd naar het gelijknamige plein dat is vernoemd naar Karl Friedrich Scheid.